# Ієн Мак-Елгінні
Ієн Мак-Елгінні (англ. Ian McElhinney; нар. 19 серпня 1948, Белфаст, Велика Британія) — північноірландський теле та кіноактор. Найвідоміший своїми ролями сера Барістана Селмі у телесеріалі «Гра престолів» та генерала Додонни у фільмі «Бунтар Один. Зоряні Війни. Історія».

## Вибрана фільмографія
| Рік       |   | Українська назва                   | Оригінальна назва      | Роль                   |
| --------- | - | ---------------------------------- | ---------------------- | ---------------------- |
| 1982      | ф | Ангел                              | Angel                  | Наречений              |
| 1985      | ф | Ягня                               | Lamb                   | Магвайр                |
| 1987      | ф | Відхідна молитва                   | A Prayer for the Dying | Лоджер                 |
| 1990      | ф | Таємний план                       | Hidden Agenda          | Джек Каннінгем         |
| 1990      | ф | Мінливості долі                    | Fools of Fortune       | Незнайомець            |
| 1992      | ф | Комедіанти                         | The Playboys           | Джо Кессіді            |
| 1992      | с | Чисто англійське вбивство          | The Bill               | Мікі Фелчер            |
| 1993      | с | Таггарт                            | Taggart                | Арчі Рей/Шон О'Доннелл |
| 1994      | ф | Сліпе правосуддя                   | Blind Justice          | Отець Мелоун           |
| 1996      | ф | Майкл Коллінз                      | Michael Collins        | Детектив з Белфаста    |
| 1996      | ф | Гамлет                             | Hamlet                 | Барнардо               |
| 1997      | ф | Боксер                             | The Boxer              | Реджі Белл             |
| 1999—2000 | с | Близькі друзі                      | Queer as Folk          | Клайв Джонс            |
| 2003      | с | Горнблавер: Відданість             | Hornblower: Loyalty    | капітан Геммонд        |
| 2003      | с | Закон Мерфі                        | Murphy's Law           | Фултон                 |
| 2004      | ф | Ома                                | Omagh                  | Стенлі Маккомб         |
| 2005      | с | Вулиця коронації                   | Coronation Street      | Отець Томас            |
| 2007      | с | Тюдори                             | The Tudors             | Климент VII            |
| 2007      | ф | Замикаючи коло                     | Closing the Ring       | Катал Томас            |
| 2008      | ф | Місто Ембер                        | City of Ember          | Будівельник            |
| 2008      | с | Крихітка Дорріт                    | Little Dorrit          | Містер Кленнем         |
| 2009      | ф | Сортування                         | Triage                 | Іван                   |
| 2010      | ф | Заміж у високосний рік             | Leap Year              | Священник              |
| 2011—2015 | с | Гра престолів                      | Game of Thrones        | Сер Барістан Селмі     |
| 2013—2014 | с | Занепад                            | The Fall               | Морган Монро           |
| 2015      | ф | Клаптик туману                     | A Patch of Fog         | Фредді Кларк           |
| 2016      | ф | Бунтар Один. Зоряні Війни. Історія | Rogue One              | Генерал Додонна        |
| 2019      | с | Мовчазний свідок                   | Silent Witness         | Пет Волш               |
| 2020      | с | Доктор Хто                         | Doctor Who             | Ко Шармус              |